# Carevo Polje (Josipdol)
 Carevo Polje  falu Horvátországban, Károlyváros megyében. Közigazgatásilag Josipdolhoz tartozik.

## Fekvése
Károlyvárostól 38 km-re délnyugatra, községközpontjától 2 km-re keletre a Plaški-mezőn a Treskavac domb alatt fekszik.

## Története
A közelben északra emelkedő Viničica dombon állt a vaskorban a kelták japod törzsének Metulum nevű erődített települése, melyet a rómaiak i. e. 35-ben hódítottak meg. Ezután Metulum római város lett. A rómaiak ittlétét bizonyítja a Carevo Polje határában előkerült, a 2. századból származó szarkofágtöredék, egy római szarkofág házaspárt ábrázoló domborművének darabja.
A falunak 1857-ben 467, 1910-ben 475 lakosa volt. Trianonig Modrus-Fiume vármegye Ogulini járásához tartozott. 
2007-ben avatták fel Szent Antal nevét viselő közösségi házát. 2011-ben a településnek 146 lakosa volt.

## Lakosság
| Lakosság változása | Lakosság változása | Lakosság változása | Lakosság változása | Lakosság változása | Lakosság változása | Lakosság változása | Lakosság változása | Lakosság változása | Lakosság változása | Lakosság változása | Lakosság változása | Lakosság változása | Lakosság változása | Lakosság változása | Lakosság változása |
| ------------------ | ------------------ | ------------------ | ------------------ | ------------------ | ------------------ | ------------------ | ------------------ | ------------------ | ------------------ | ------------------ | ------------------ | ------------------ | ------------------ | ------------------ | ------------------ |
| 1857               | 1869               | 1880               | 1890               | 1900               | 1910               | 1921               | 1931               | 1948               | 1953               | 1961               | 1971               | 1981               | 1991               | 2001               | 2011               |
| 467                | 478                | 454                | 501                | 501                | 475                | 463                | 499                | 568                | 478                | 384                | 285                | 261                | 208                | 172                | 146                |

## Nevezetességei
A Páduai Szent Antal kápolna 1994-ben épült a Szentatya horvátországi látogatásának emlékére.